# Phacopida
Los facópidos (Phacopida) son un orden de trilobites que aparece en el registro fósil en el Tremadociense (Ordovícico Inferior) y desaparece en el Fameniense (Devónico Superior). Posiblemente surgieron a partir del orden Ptychopariida. Dentro de Phacopida se incluyen tres subórdenes: Calymenina, Phacopina y Cheirurina.

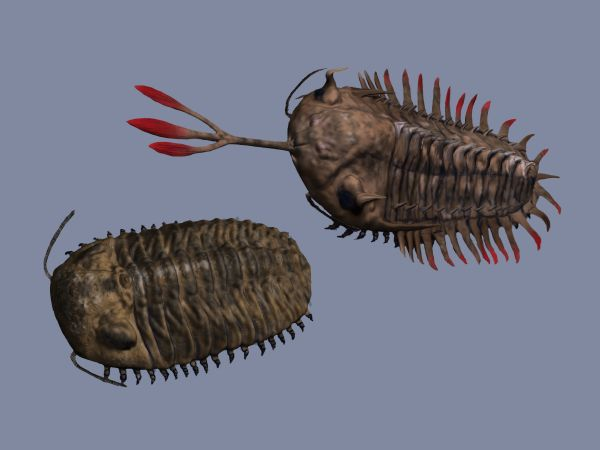
Reconstrucción de los facópidos Phacops y Walliserops

Los facópidos tienen de 8 a 19 segmentos torácicos y se distinguen por la glabela expandida, la zona preglabelar corta o ausente y los ojos esquizocroales (Phacopina) o holocroales (Cheirurina y Calymenina). Los ojos esquizocroales son ojos compuestos con hasta unas 700 lentes separadas. Cada lente tiene una córnea individual que se prolonga en una esclerótica bastante grande.
El desarrollo de los ojos esquizoides en los trilobites facópidos es un ejemplo de pedomorfosis posterior al desplazamiento. Los ojos de los trilobites del Cámbrico holocroales inmaduros eran básicamente ojos esquizocroales en miniatura. En Phacopida, éstos se mantuvieron, a través del crecimiento retardado de estas estructuras inmaduras (post-desplazamiento), en la forma adulta.
Phacops rana y Dalmanites limulurus son dos de los miembros más conocidos de este orden. Otros facópidos conocidos son Cheirurus, Deiphon, Calymene, Flexicalymene y Ceraurinella.